# Philadelphia (Tennessee)
Philadelphia és una població dels Estats Units a l'estat de Tennessee. Segons el cens del 2000 tenia 533 habitants.

## Demografia
Segons el cens del 2000, Philadelphia tenia 533 habitants, 205 habitatges, i 150 famílies. La densitat de població era de 128,6 habitants/km².
Dels 205 habitatges en un 31,2% hi vivien nens de menys de 18 anys, en un 60% hi vivien parelles casades, en un 10,2% dones solteres, i en un 26,8% no eren unitats familiars. En el 22% dels habitatges hi vivien persones soles l'11,2% de les quals corresponia a persones de 65 anys o més que vivien soles. El nombre mitjà de persones vivint en cada habitatge era de 2,6 i el nombre mitjà de persones que vivien en cada família era de 3,09.
Per edats la població es repartia de la següent manera: un 26,3% tenia menys de 18 anys, un 6,6% entre 18 i 24, un 30,4% entre 25 i 44, un 22,7% de 45 a 60 i un 14,1% 65 anys o més.
L'edat mediana era de 36 anys. Per cada 100 dones de 18 o més anys hi havia 99,5 homes.
La renda mediana per habitatge era de 31.563 $ i la renda mediana per família de 39.792 $. Els homes tenien una renda mediana de 30.875 $ mentre que les dones 14.318 $. La renda per capita de la població era de 12.239 $. Entorn del 13,1% de les famílies i el 17,3% de la població estaven per davall del llindar de pobresa.

## Poblacions més properes
El següent diagrama mostra les poblacions més properes.